# Ashley Taylor (rugby à XIII)
Pour les articles homonymes, voir Taylor.

a Compétitions nationales et continentales officielles uniquement.

Ashley Taylor, né le 17 mars 1995 à Toowoomba (Australie), est un joueur de rugby à XIII australien au poste de demi de mêlée dans les années 2010. Il fait ses débuts en National Rugby League en 2015 avec les Broncos de Brisbane mais saisit en 2016 l'opportunité de rejoindre les Titans de Gold Coast pour devenir titulaire en NRL.

## Palmarès
- Collectif :
  - Finaliste de la National Rugby League : 2015[1] (Brisbane).

## Détails

### En club
| Saison | Club              | Compétition           | Matchs | Points | Essais | Buts | Drop |
| ------ | ----------------- | --------------------- | ------ | ------ | ------ | ---- | ---- |
| 2015   | Brisbane Broncos  | National Rugby League | 1      | -      | -      | -    | -    |
| 2016   | Gold Coast Titans | National Rugby League | 22     | 73     | 5      | 26   | 1    |
| 2017   | Gold Coast Titans | National Rugby League | 24     | 96     | 5      | 38   | -    |
| 2018   | Gold Coast Titans | National Rugby League | 23     | 52     | 3      | 19   | 2    |
| 2019   | Gold Coast Titans | National Rugby League | 10     | 2      | -      | 11   | -    |
| 2020   | Gold Coast Titans | National Rugby League | 19     | 84     | 3      | 36   | -    |
| 2021   | Gold Coast Titans | National Rugby League | 1      | -      | -      | -    | -    |